# 알레비파
알레비파 또는 알레비(영어: Alevism, 튀르키예어: Alevîlik)는 알리를 추종하는 이슬람교의 분파이다. 열두이맘파의 분파 가운데 하나로서 13세기에 분화되었다. 아흘 알 바이트, 아슈라를 중요시한다. 수피즘적인 요소와 벡타시교적인 요소도 포함한다.

## 유래
이슬람 예언자 무함마드의 죽음 이후, 그의 합법적인 후계자에 대한 논쟁이 일어났다. 이슬람 공동체는 수니파라는 아부 바크르를 고수하는 사람들과 시아파라고 불리는 알리 편을 드는 사람들로 나뉘었다. 동시에, 알리 편을 드는 사람들은 알레비스라고 불렸는데, 이것은 "알리와 그의 가족을 사랑하는 사람들"로 정의되었다. 따라서 일부 저자들은 시아파와 알레비파를 동의어로 사용한다. 그러나 알레비파는 시아파의 영향을 받으면서도 시아파가 아니다. 그리고 트윌버 시아파와 일부 공통된 신념을 공유하고 있지만 그들의 의식과 실천은 시아파와 다르다. 따라서 알레비즘은 14세기 동안 존재하는 터키와 쿠르드족의 민간 신앙을 통합하고 있으며, 시아, 수니, 수피즘 신앙과 혼합되어 터키 일부와 쿠르드족에 의해 채택되었고, 이후 수니파 이슬람에 통합되었다.
알레비파는 열두 이맘파 시아 이슬람교(아슈라의 날, 무하람의 애도, 카르발라를 기념하는 날 등)와 약간의 연계를 맺고 있지만 알레비스의 일부 관행은 벡타시교 타리카의 수피즘 요소를 기반으로 한다.

## 논란에 대한 정의
튀르키예인 또는 이란계 민족 사이에서는 호라산에서 처음 시작되었다고 본다. 일각에서는 알레비파를 시아파, 특히 수피즘 분파로 알려진 벡타시교 간의 혼합주의적인 요소를 가지고 있다고도 한다.

### 알레비의 정체성

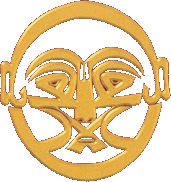
알레비-벡타시를 캘리그래피로 표현하였다.

알레비파는 아랍어로 신비주의를 뜻하는 바테니(bāṭenī)라고 부른다. 대부분의 신자들이 터키에 거주하며 불가리아, 키프로스, 캅카스, 그리스, 이란에 디아스포라 사회를 형성하고 있다. 알레비주의는 민족종교적 정체성이기도 합니다. 알레비족으로 간주되려면 알레비족 어머니나 아버지에게서 태어나야 합니다.

## 같이 보기
- 아슈라